# Mylonchulus minor
Mylonchulus minor är en rundmaskart. Mylonchulus minor ingår i släktet Mylonchulus och familjen Mononchidae. Inga underarter finns listade i Catalogue of Life.